# Evippa praelongipes
Evippa praelongipes is een spinnensoort in de taxonomische indeling van de wolfspinnen (Lycosidae).
Het dier behoort tot het geslacht Evippa. De wetenschappelijke naam van de soort werd voor het eerst geldig gepubliceerd in 1870 door Octavius Pickard-Cambridge.